# Levi (nome)
Levi  è un nome proprio di persona ebraico e inglese maschile.

## Varianti
- Femminili: Leva[1][2]

### Varianti in altre lingue
- Catalano: Levi[3]
  - Femminili: Levina[3]
- Ebraico: לוי (Lewi, Levi)[4]
- Finlandese: Leevi[4]
- Greco biblico: Λευι (Leui)[4]
- Inglese: Levi[4]
- Latino ecclesiastico: Levi[1]
- Olandese: Levi[4]
- Spagnolo: Levi[3]
  - Femminili: Levina[3]

## Origine e diffusione

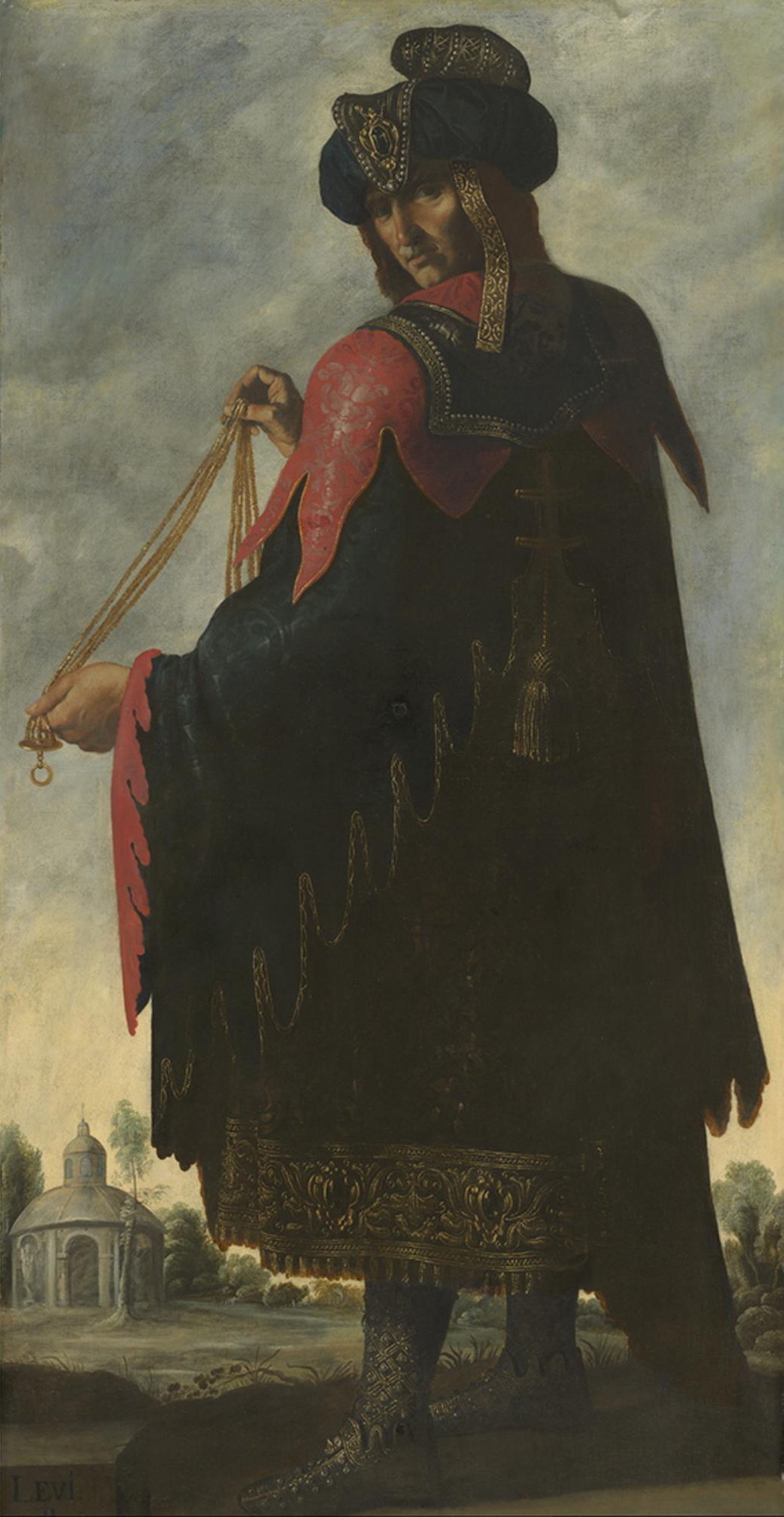
Levi in un dipinto di Francisco de Zurbarán

Si tratta di un nome di tradizione biblica, portato nell'Antico Testamento da Levi, figlio di Giacobbe e Lia e progenitore dell'omonima tribù israelitica; inoltre, nei vangeli di Marco e Luca, Levi è un altro nome con cui è chiamato l'apostolo Matteo.
Etimologicamente, continua il nome ebraico לֵוִי (Lewi), che tradizionalmente viene interpretato come "congiunto", "unito", "affezionato" o "unione", "vincolo", dal verbo lawah, "affezionarsi"; questo significato riflette la narrazione biblica della Genesi, nella quale Lia, trascurata dal marito in favore di Rachele, alla nascita di questo figlio avrebbe esclamato "Questa volta mio marito mi si affezionerà (o "sarà ben unito a me"), perché gli ho partorito tre figli" (Ge29:31-35). Tuttavia, è plausibile che sia invece il personaggio a prendere il nome dalla tribù, e non viceversa, e la reale origine del nome potrebbe trovarsi al di fuori della lingua ebraica. Poiché i membri della tribù di Levi, i leviti, erano investiti delle funzioni di culto, nell'ebraico postbiblico il nome viene interpretato anche come "sacerdote", "salmista".
In Italia è attestato su tutto il territorio, ma è raro e limitato alle comunità ebraiche, e più frequente invece come cognome. Tra i cristiani inglesi cominciò ad essere usato dopo la Riforma Protestante.

## Onomastico
L'onomastico si può festeggiare in memoria di san Matteo, chiamato anche Levi, apostolo ed evangelista, commemorato il 21 settembre dalla Chiesa cattolica e il 16 novembre da quella orientale.

## Persone
- Levi Ankeny, politico statunitense

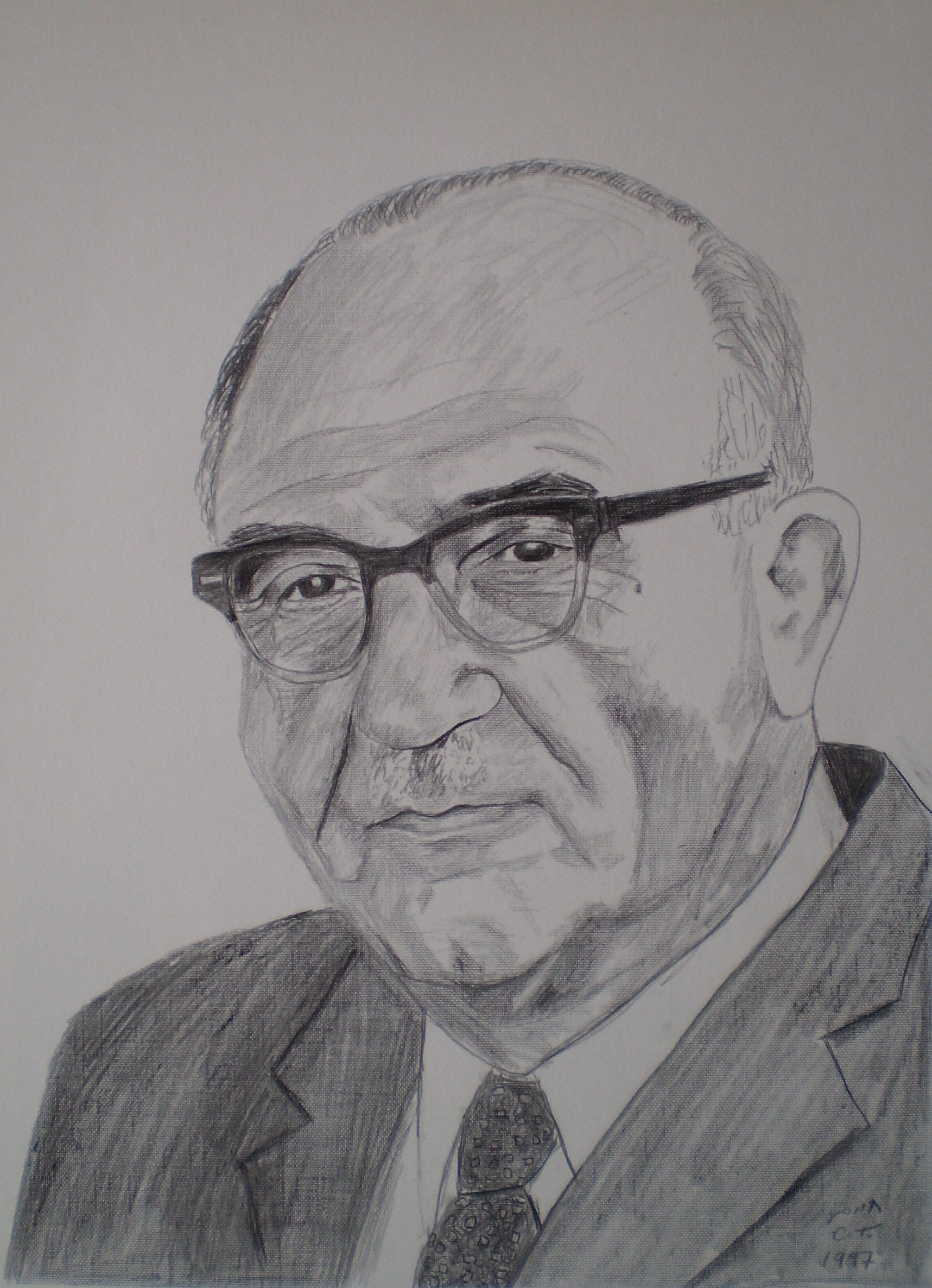
Levi Eshkol

- Levi ben Gershon, filosofo, astronomo e matematico francese
- Levi ben Sisi, rabbino ebreo
- Levi Eshkol, politico israeliano
- Levi Henriksen, scrittore e cantautore norvegese
- Levi Leipheimer, ciclista su strada statunitense
- Levi Lincoln Junior, politico statunitense
- Levi Lincoln Senior, politico statunitense
- Levi Miller, attore australiano
- Levi P. Morton, politico e diplomatico statunitense
- Levi Yitzchak Schneerson, rabbino, mistico ed educatore bielorusso
- Levi Strauss, imprenditore tedesco naturalizzato statunitense
- Levi Stubbs, cantante e baritono statunitense
- Levi Woodbury, politico statunitense

### Variante Leevi
- Leevi Madetoja, compositore finlandese
- Leevi Mutru, combinatista nordico finlandese

## Il nome nelle arti
- Levi Ackermann è un personaggio della serie manga e anime L'attacco dei giganti.